# Razès (Haute-Vienne)
Pour les articles homonymes, voir Razès.
Razès [ʁazɛ] est une commune française située dans le département de la Haute-Vienne en région Nouvelle-Aquitaine. Elle compte environ 1 200 habitants en 2020.
Ses habitants sont appelés les Razelauds.

## Géographie

### Localisation

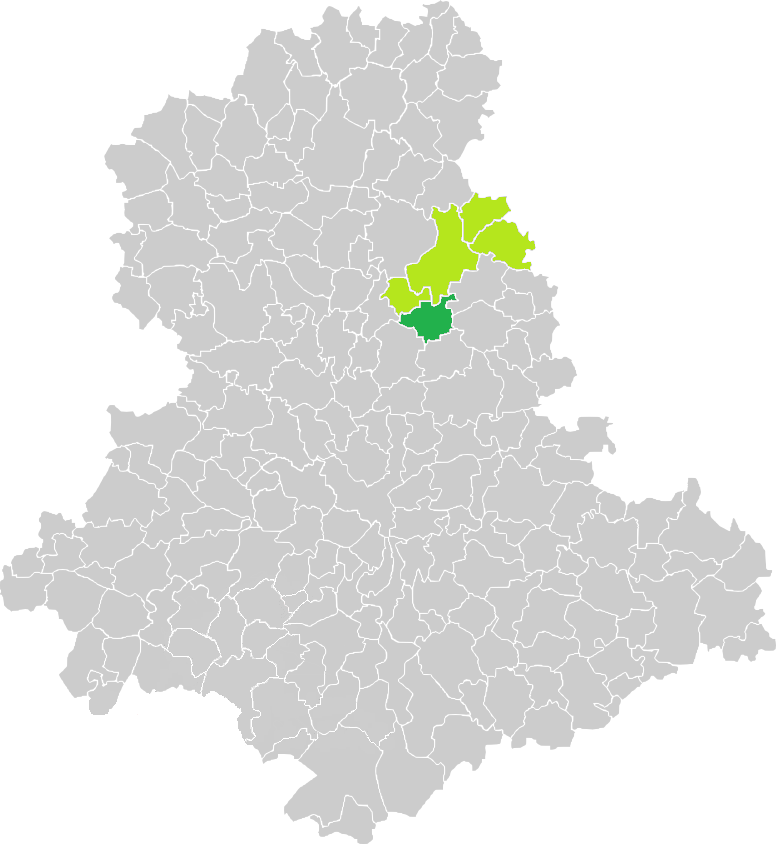
Situation de la commune de Razès en Haute-Vienne.

La commune de Razès se situe dans le nord-ouest du département de la Haute-Vienne, à 25 km de la capitale régionale Limoges et à 350 km de Paris.
La commune est traversée par l'autoroute A20 avec un échangeur à son niveau.
| - OpenStreetMap Limite communale. |

| Saint-Pardoux-le-Lac | Bessines-sur-Gartempe | Bersac-sur-Rivalier     |
|                      | Razès                 | Saint-Léger-la-Montagne |
| Compreignac          | Saint-Sylvestre       |                         |

### Géologie et relief

#### Mines d'uranium
Le Limousin possédait déjà, avant que la France de l'après-guerre ne s'intéresse à l'uranium, des indices relevés par des prospecteurs locaux à la recherche du kaolin. La carrière de Chabanne près de la Crouzille, au nord-ouest d'Ambazac, s'était révélée riche en chalcolite et en autunite incluses dans une formation de pegmatites.
Le 2 décembre 1945, un premier stage de prospecteur spécialisé est organisé au Laboratoire de Minéralogie du Muséum national, rue Buffon à Paris, alors dirigé par le professeur Jean Orcel, donnant naissance à l'École de prospection pour l'uranium. Des études ont lieu par la suite sur le carreau de la mine Henriette à la Crouzille, à une vingtaine de kilomètres de Limoges. En 1955, l'institut devient le Centre international d’enseignement en prospection et valorisation des minerais radioactifs industriels (CIPRA) et est délocalisé à Razès, qui devient le siège de la division minière du Commissariat à l'Energie Atomique (CEA). Jean Sarcia, adjoint du chef de la Division et chef du service des Recherches, en sera le directeur ; il organise à ce titre l'exploration minutieuse des permis de recherches, par cartographie pétrographique, structurale et radiométrique, tranchées et petits travaux miniers ».
En 1976, la « direction de production » du CEA est externalisé au sein de la Cogema, dont le site de Razès, jusqu'à sa fermeture en 1987,.
« C'est en partant de cette base que la première mission de reconnaissance du CEA, au cours, d'une vaste prospection, découvrit le filon « Henriette » le 25 novembre 1948, d'où fut extraite la première pechblende française. Un an plus tard, au nord de Bessines, la formation du Brugeaud fut à son tour décelée, mais elle resta en sommeil jusqu'en 1951. Pendant ce temps, au sud, partant de la Crouzille, en suivant les bancs de minette (lamprophyre) et de microsyénite qui avaient révélé « Henriette », la mission, transformée en division depuis mai 1949, s'occupa de prospecter tout le permis sud accordé en décembre 1950. Une première prospection systématique vers le nord fut effectuée et permit de découvrir les indices de la Borderie en 1950, puis en 1951, les Sagnes et son prolongement de Fanay. La même année, les Tenelles furent mises en évidence. Enfin, toujours dans l'axe des minettes, Augères fut trouvé en 1952. Entre-temps à l'ouest, une prospection volante mettait au jour les lentilles de Margnac en 1949. On a ainsi découvert, en 1958, près de deux cents points minéralisés sur un cinquième du territoire des permis. En peu d'années le C.E. A. s'est solidement installé en Limousin, en repérant de nombreux gisements d'uranium qui furent mis en exploitation »,. Une unité de traitement est mise en service en 1975 à Bessines.
Le musée minéralogique d'Ambazac témoigne de la richesse du sous-sol local.
Plusieurs sites sont exploités sur la commune, :
- Roudet, 1949-1993 ;
- Fanay, 1951-1992 ;
- le Fraisse, 1965-1990 ;
- Santrop, 1983-1984 ;
- Champour, 1985-1986.

### Hydrographie
La commune est arrosée par la Couze qui prend sa source dans les monts d'Amabazac pour se jeter dans la Gartempe près de Rancon. La commune est située à proximité de la commune et du lac de Saint-Pardoux et de Saint Sylvestre, territoire de l'abbaye de Grandmont fondée par Saint Etienne de Muret en 1076 (ordre de Grandmont).

#### La Couze
La Couze est un affluent de la Gartempe. La rivière a 35 km de longueur. L'association « La Gaule Razelaude », de Razès, contribue à l'entretien de la Couze, du lac de Saint- Pardoux jusqu'à sa source à Saint-Léger-la-Montagne (605 m) notamment en pratiquant l'alevinage (truites fario et goujons) et la création de frayères.

#### Le pont et la cascade du Moulin de l'Âge
Un élargissement de la vallée de la Couze a permis la construction d'un chemin et d'un pont de pierre à trois arches (Pont de l'Âge) appuyé sur la rive gauche à un rocher de plus de 8 mètres de haut. Quelques mètres en aval, un second ensemble rocheux, légèrement moins imposant, surplombe la rivière. Sur la rive opposée, un autre rocher, de même aspect, domine le chemin d'exploitation. Le site est inscrit à l'inventaire par arrêté du 17 février 1995. Le site abritait un moulin.

#### Le lac de Saint-Pardoux
Le préfet de la Haute-Vienne confie en mai 1968 à monsieur Morin, ingénieur en chef du service régional de l'aménagement des eaux, le soin de rechercher un site et de préparer un projet de rénovation rurale dans le département de la Haute-Vienne. À la suite de ses études, le site fut choisi sur la Crouze. Un syndicat intercommunal dit des Vallées de la Couze et du Vincou (SIVACOV) fut  mis en place en juillet 1968 pour réaliser  cet aménagement d'ampleur. Des études topographiques, géologiques, hydrologiques et hydrauliques furent également nécessaires. En 1970, un arrêté ministériel créait une zone d'aménagement différée d'environ 900 hectares concernant les terrains à noyer et ceux nécessaires aux aménagements touristiques. Un lac artificiel de 330 hectares est créé en 1977 sur les trois communes : Razès, Compreignac et Saint-Symphorien-sur-Couze et alimenté par la Couze.

### Climat
Pour des articles plus généraux, voir Climat de la Nouvelle-Aquitaine et Climat de la Haute-Vienne.
Historiquement, la commune est exposée à un climat océanique limousin.  
En 2020, Météo-France publie une typologie des climats de la France métropolitaine dans laquelle la commune est exposée à un climat océanique altéré et est dans la région climatique Ouest et nord-ouest du Massif Central, caractérisée par une pluviométrie annuelle de 900 à 1 500 mm, maximale en automne et en hiver.
Pour la période 1971-2000, la température annuelle moyenne est de 10,5 °C, avec une amplitude thermique annuelle de 14,6 °C. Le cumul annuel moyen de précipitations est de 1 082 mm, avec 13,5 jours de précipitations en janvier et 8 jours en juillet. Pour la période 1991-2020, la température moyenne annuelle observée sur la station météorologique la plus proche, située sur la commune de Saint-Léger-la-Montagne à 6,22 km à vol d'oiseau, est de 10,4 °C et le cumul annuel moyen de précipitations est de 1 371,7 mm,. Pour l'avenir, les paramètres climatiques de la commune estimés pour 2050 selon différents scénarios d’émission de gaz à effet de serre sont consultables sur un site dédié publié par Météo-France en novembre 2022.

## Urbanisme

### Typologie
Au 1er janvier 2024, Razès est catégorisée commune rurale à habitat dispersé, selon la nouvelle grille communale de densité à sept niveaux définie par l'Insee en 2022.
Elle est située hors unité urbaine. Par ailleurs la commune fait partie de l'aire d'attraction de Limoges, dont elle est une commune de la couronne,. Cette aire, qui regroupe 127 communes, est catégorisée dans les aires de 200 000 à moins de 700 000 habitants,.

### Occupation des sols
L'occupation des sols de la commune, telle qu'elle ressort de la base de données européenne d’occupation biophysique des sols Corine Land Cover (CLC), est marquée par l'importance des forêts et milieux semi-naturels (61,4 % en 2018), en diminution par rapport à 1990 (64 %). La répartition détaillée en 2018 est la suivante : 
forêts (61,4 %), prairies (16,3 %), zones agricoles hétérogènes (14,5 %), eaux continentales (3,6 %), zones urbanisées (2,6 %), espaces verts artificialisés, non agricoles (1,6 %). L'évolution de l’occupation des sols de la commune et de ses infrastructures peut être observée sur les différentes représentations cartographiques du territoire : la carte de Cassini (XVIIIe siècle), la carte d'état-major (1820-1866) et les cartes ou photos aériennes de l'IGN pour la période actuelle (1950 à aujourd'hui).

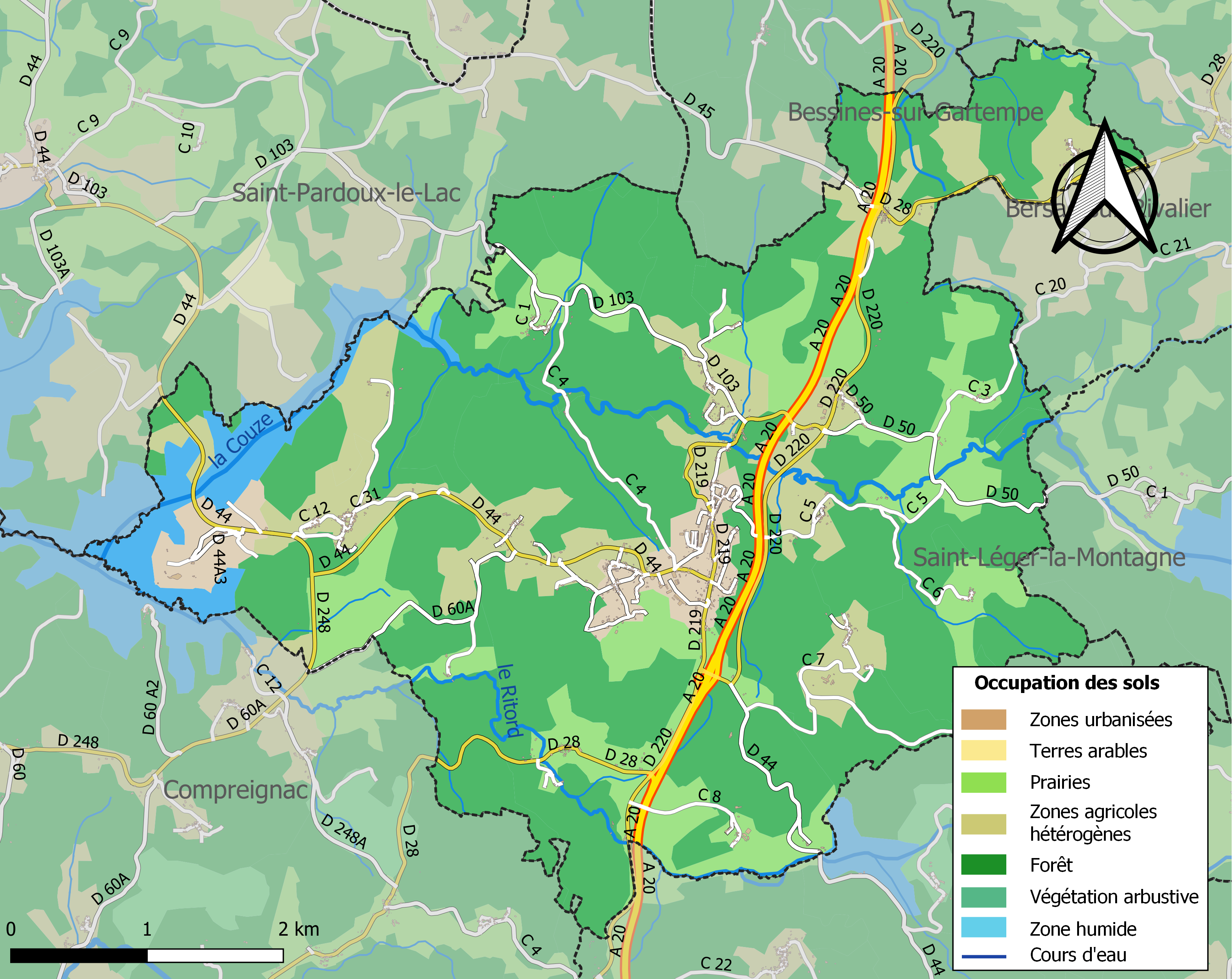
Carte des infrastructures et de l'occupation des sols de la commune en 2018 (CLC).

### Risques majeurs
Le territoire de la commune de Razès est vulnérable à différents aléas naturels : météorologiques (tempête, orage, neige, grand froid, canicule ou sécheresse) et séisme (sismicité faible). Il est également exposé à un risque particulier : le risque de radon. Un site publié par le BRGM permet d'évaluer simplement et rapidement les risques d'un bien localisé soit par son adresse soit par le numéro de sa parcelle.

#### Risques naturels

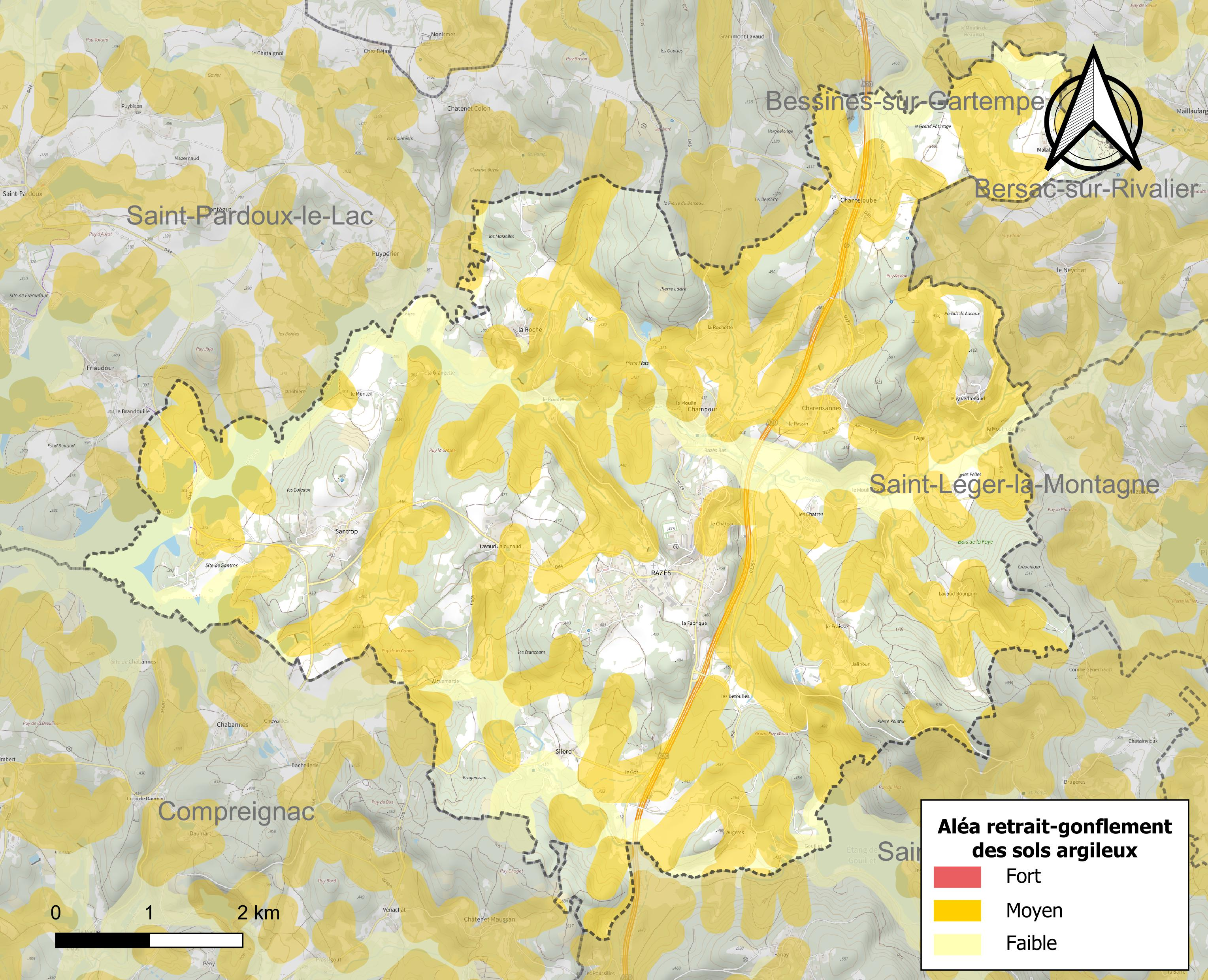
Carte des zones d'aléa retrait-gonflement des sols argileux de Razès.

Le retrait-gonflement des sols argileux est susceptible d'engendrer des dommages importants aux bâtiments en cas d’alternance de périodes de sécheresse et de pluie. 50,4 % de la superficie communale est en aléa moyen ou fort (27 % au niveau départemental et 48,5 % au niveau national métropolitain). Depuis le 1er octobre 2020, en application de la loi ÉLAN, différentes contraintes s'imposent aux vendeurs, maîtres d'ouvrages ou constructeurs de biens situés dans une zone classée en aléa moyen ou fort,.
La commune a été reconnue en état de catastrophe naturelle au titre des dommages causés par les inondations et coulées de boue survenues en 1982 et 1999 et par des mouvements de terrain en 1999.

#### Risque particulier
Dans plusieurs parties du territoire national, le radon, accumulé dans certains logements ou autres locaux, peut constituer une source significative d’exposition de la population aux rayonnements ionisants. Selon la classification de 2018, la commune de Razès est classée en zone 3, à savoir zone à potentiel radon significatif.

## Toponymie
Son nom est Rasès en limousin.

## Histoire
Il existe en France deux communes de Razès dont une dans l'Aude et attestée depuis au moins le VIIIe siècle bien que son origine soit probablement liée à l'invasion romaine. Elle est non loin de Narbonne et à proximité d'un lieu appelé Couiza qui se rapproche étrangement du nom de la rivière qui arrose aussi Razes en Limousin, la Couze.
Un peuplement ancien est accrédité par la découverte au XIXe siècle, au sein de la commune, de tombeaux souterrains (tertres ?), ossements, monuments mégalithiques et divers objets pouvant être datés de l'époque protohistorique.
Un dolmen est évoqué sur la commune sans pour autant qu'il ait pu être localisé.
Razès aurait été alors un "camp" gaulois, avant l’arrivée des Romains en Gaule.
La famille de Razès en filiation avec Dagobert II (650-679) est éteinte depuis le XVIIe siècle. Elle était une des plus illustres du Limousin. Dressée dans le cimetière de Grammont pendant des siècles, leur pierre tombale, sans doute levée de terre à la façon d’un cénotaphe, marquait la sépulture des seigneurs de Razès. Au moment de la destruction de l’abbaye en 1817, elle fut ramenée au bourg de Razès. La famille de Razès est en lien avec les familles nobles de Rancon, Neuil et Normand notamment. L'histoire de Gisèle de Razès est une pure fiction inventée semble-t-il pour servir à Pierre Plantard lié à l'histoire ésotérique de Rennes-le-Château.
Au XIIe siècle, Razès, dénommée castrum de Resesse, était une « cure » dépendant de la cathédrale de Limoges ; de cette époque date la construction de l’église, située dans l’actuel bourg. Vers 1300, le seigneur de Saint-Pardoux fait bénéficier les églises de Razès et Bridiers de ses largesses. Le castrum du Moyen Âge était constitué d’une motte, d’une ligne de défense et de deux basses-cours. Il fut détruit à la Révolution française.
L'église de Razès aurait été attributaire par d'Argentré d'une des deux chasses contenant des reliques de saint Étienne de Muret, fondateur de l'abbaye et de l'ordre de Grandmont, chasse qui aurait été détruite à la Révolution.
Au XVIIIe siècle, Razès a un relais de poste selon un arrêté royal de 1742. La compagnie des chemins de fer départementaux de Haute-Vienne est créée en 1909 et l'une de ses cinq lignes desservira Razès. La ligne 6 ouverte entre décembre 1912 part de Limoges avec un embranchement après Saint-Sulpice-les-Feuilles vers Razès. L'exploitation de la ligne peu rentable, sera interrompue dès 1936.

## Politique et administration

### Liste des maires
| Période                                  | Période   | Identité                      | Étiquette | Qualité              |
| ---------------------------------------- | --------- | ----------------------------- | --------- | -------------------- |
| Les données manquantes sont à compléter. |           |                               |           |                      |
| 1790                                     | 1792      | Moreau de Larochette François |           |                      |
| 1792                                     | 1795      | Terrasson Pierre              |           |                      |
| 1795                                     | 1799      | Vouzelle François             |           |                      |
| 1799                                     | 1801      | Dumas-Dubreuil Pierre         |           |                      |
| 1801                                     | 1821      | Vouzelle François             |           |                      |
| 1821                                     | 1857      | Berry Jean Baptiste           |           |                      |
| 1857                                     | 1862      | Berry Martial Aristide        |           |                      |
| 1862                                     | 1863      | David Henri                   |           |                      |
| 1863                                     | 1870      | Decrossas Pierre              |           |                      |
| 1870                                     | 1870      | Lapoulle Jean                 |           |                      |
| 1870                                     | 1871      | Malabard Emmanuel             |           |                      |
| 1871                                     | 1878      | Decrossas Pierre              |           |                      |
| 1878                                     | 1888      | Marchandon Georges            |           |                      |
| 1888                                     | 1892      | Moreau Charles                |           |                      |
| 1892                                     | 1910      | Decrossas François Elie       |           |                      |
| 1910                                     | 1925      | Decrossas Raymond             |           |                      |
| 1925                                     | 1945      | Rougier Alexandre             |           |                      |
| 1945                                     | 1965      | Sylvestre Emile               |           |                      |
| 1965                                     | 1977      | Skilton Georges               |           |                      |
| 1977                                     | 1995      | Pétavy Raymond                | PCF       |                      |
| 1995                                     | 2001      | Guillou Jacques               |           | Ancien mineur Cogema |
| 2001                                     | 2014      | Coulaud-Dutheil Jacky         |           |                      |
| 2014                                     | mars 2022 | Legay Jean-Marc               | PS        |                      |
| Avr. 2022                                | En cours  | Goudard Kévin                 | SE        |                      |

La commune de Razès fait partie de la communauté de communes ELAN Limousin Avenir Nature qui regroupe vingt-quatre communes : Ambazac, Bersac-sur-Rivalier, Bessines-sur-Gartempe, Les Billanges, Breuilaufa, Le Buis, Chamboret,  Compreignac, Folles,  Fromental, Jabreilles-les-Bordes, La Jonchère-Saint-Maurice, Laurière, Nantiat, Nieul, Razès, Saint-Jouvent, Saint-Laurent-les-Églises, Saint-Léger-la-Montagne, Saint-Priest-Taurion, Saint-Sulpice-Laurière, Saint-Sylvestre, Thouron et Vaulry avec une population de plus de 27 000 habitants.

## Démographie
L'évolution du nombre d'habitants est connue à travers les recensements de la population effectués dans la commune depuis 1793. Pour les communes de moins de 10 000 habitants, une enquête de recensement portant sur toute la population est réalisée tous les cinq ans, les populations de référence des années intermédiaires étant quant à elles estimées par interpolation ou extrapolation. Pour la commune, le premier recensement exhaustif entrant dans le cadre du nouveau dispositif a été réalisé en 2008.

En 2022, la commune comptait 1 161 habitants, en évolution de −1,94 % par rapport à 2016 (Haute-Vienne : −0,68 %, France hors Mayotte : +2,11 %).
| 1793  | 1800 | 1806 | 1821 | 1831  | 1836  | 1841  | 1846  | 1851  |
| ----- | ---- | ---- | ---- | ----- | ----- | ----- | ----- | ----- |
| 1 046 | 980  | 831  | 928  | 1 138 | 1 380 | 1 413 | 1 413 | 1 541 |

| 1856  | 1861  | 1866  | 1872  | 1876  | 1881  | 1886  | 1891  | 1896  |
| ----- | ----- | ----- | ----- | ----- | ----- | ----- | ----- | ----- |
| 1 503 | 1 375 | 1 407 | 1 430 | 1 510 | 1 506 | 1 513 | 1 520 | 1 525 |

| 1901  | 1906  | 1911  | 1921  | 1926  | 1931  | 1936  | 1946 | 1954 |
| ----- | ----- | ----- | ----- | ----- | ----- | ----- | ---- | ---- |
| 1 534 | 1 527 | 1 521 | 1 122 | 1 028 | 1 002 | 1 016 | 793  | 812  |

| 1962  | 1968  | 1975 | 1982 | 1990 | 1999 | 2006  | 2008  | 2013  |
| ----- | ----- | ---- | ---- | ---- | ---- | ----- | ----- | ----- |
| 1 206 | 1 079 | 918  | 874  | 919  | 997  | 1 077 | 1 099 | 1 189 |

| 2018  | 2022  | - | - | - | - | - | - | - |
| ----- | ----- | - | - | - | - | - | - | - |
| 1 162 | 1 161 | - | - | - | - | - | - | - |

## Lieux et monuments

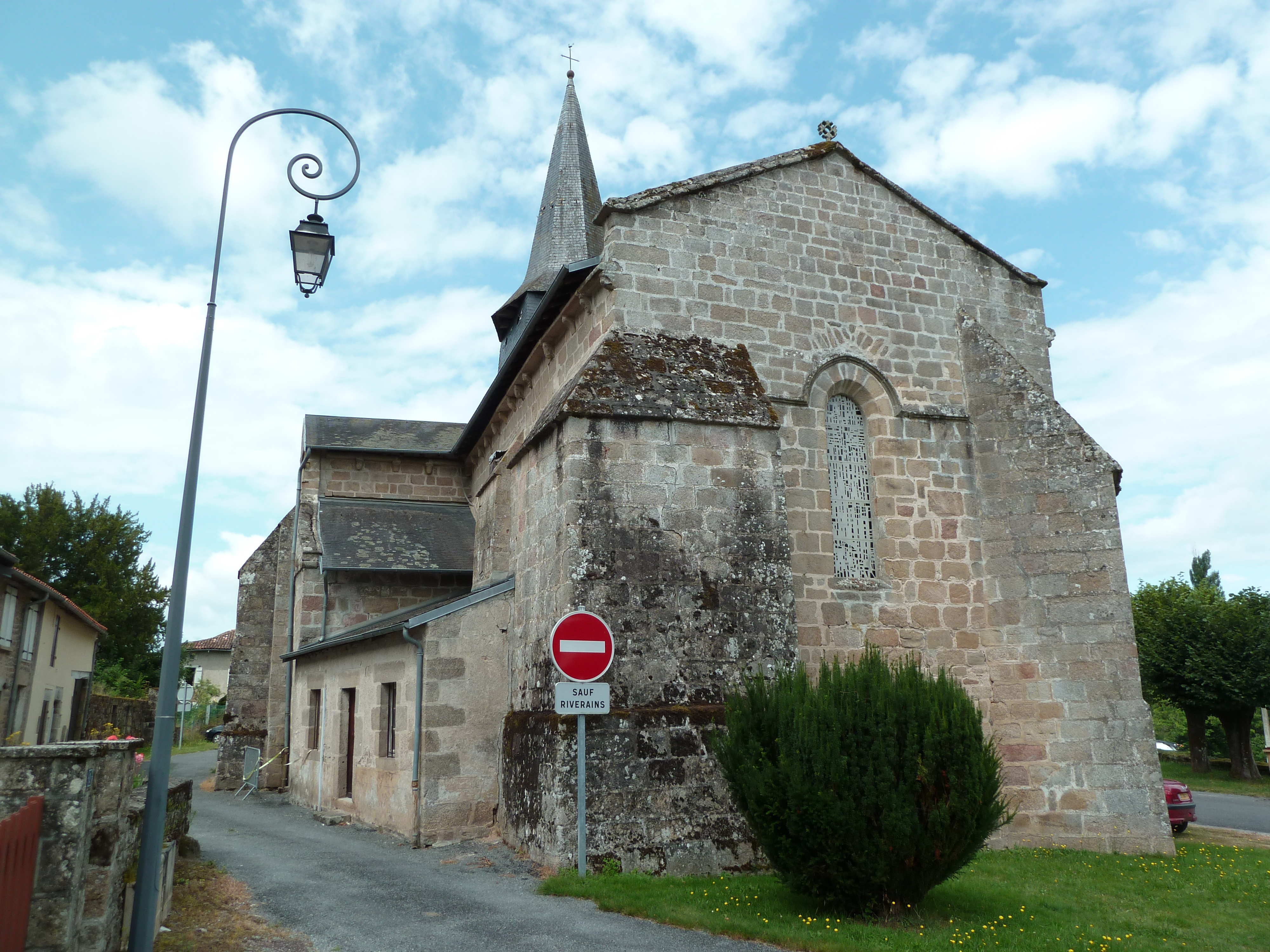
Église de Razès - chevet.

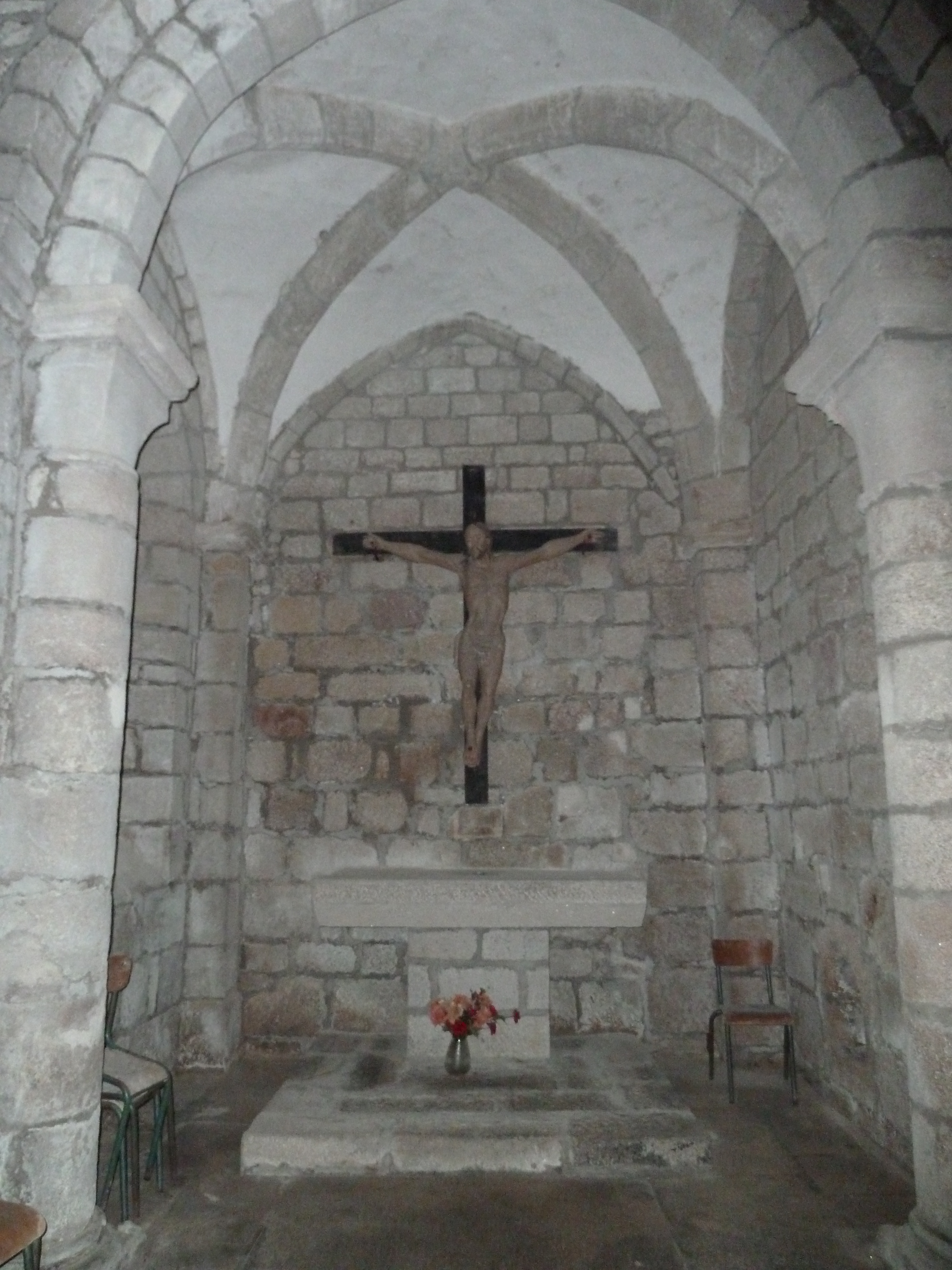
Razès - chœur de l'église.

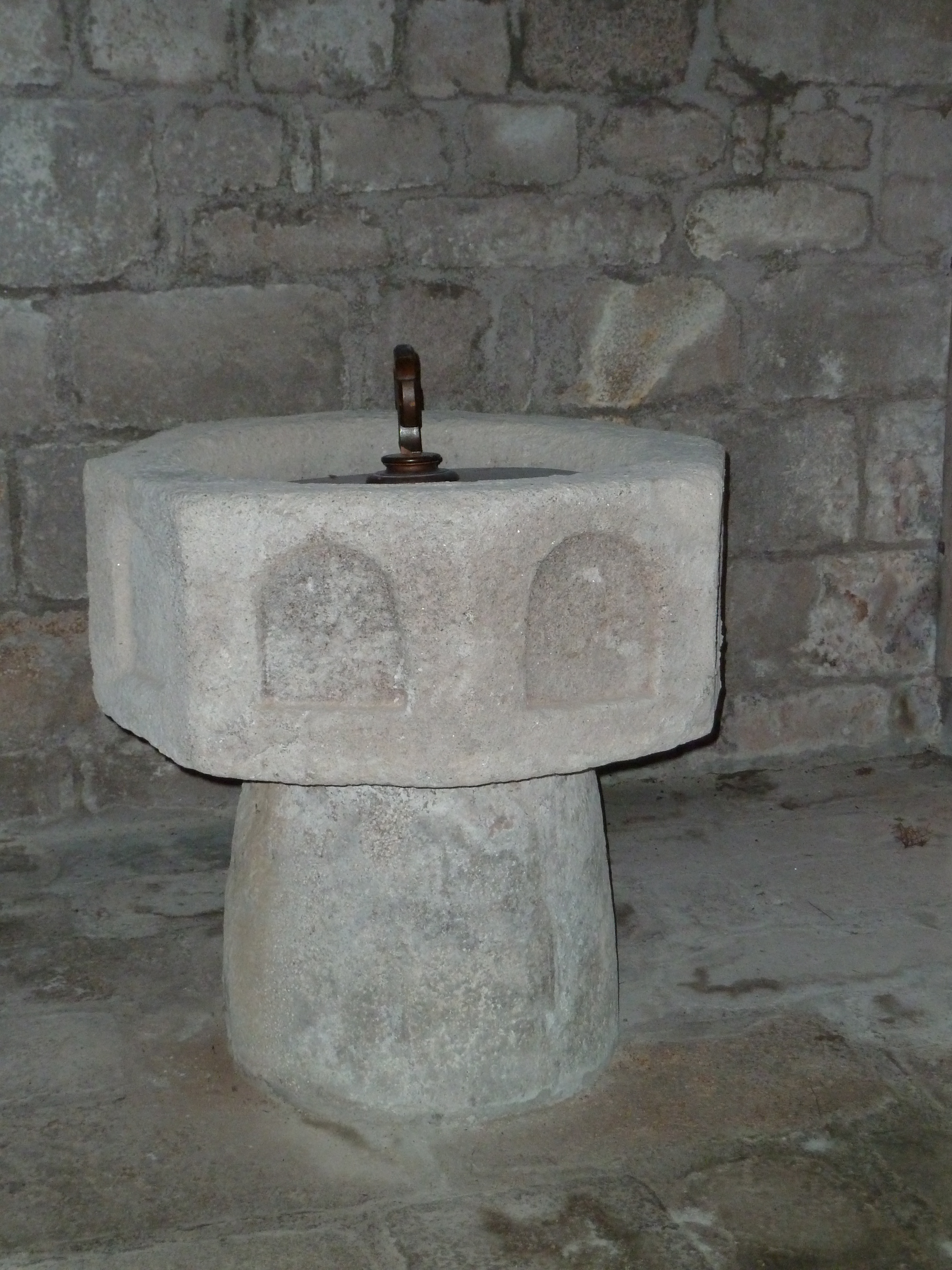
Razès - baptistère.

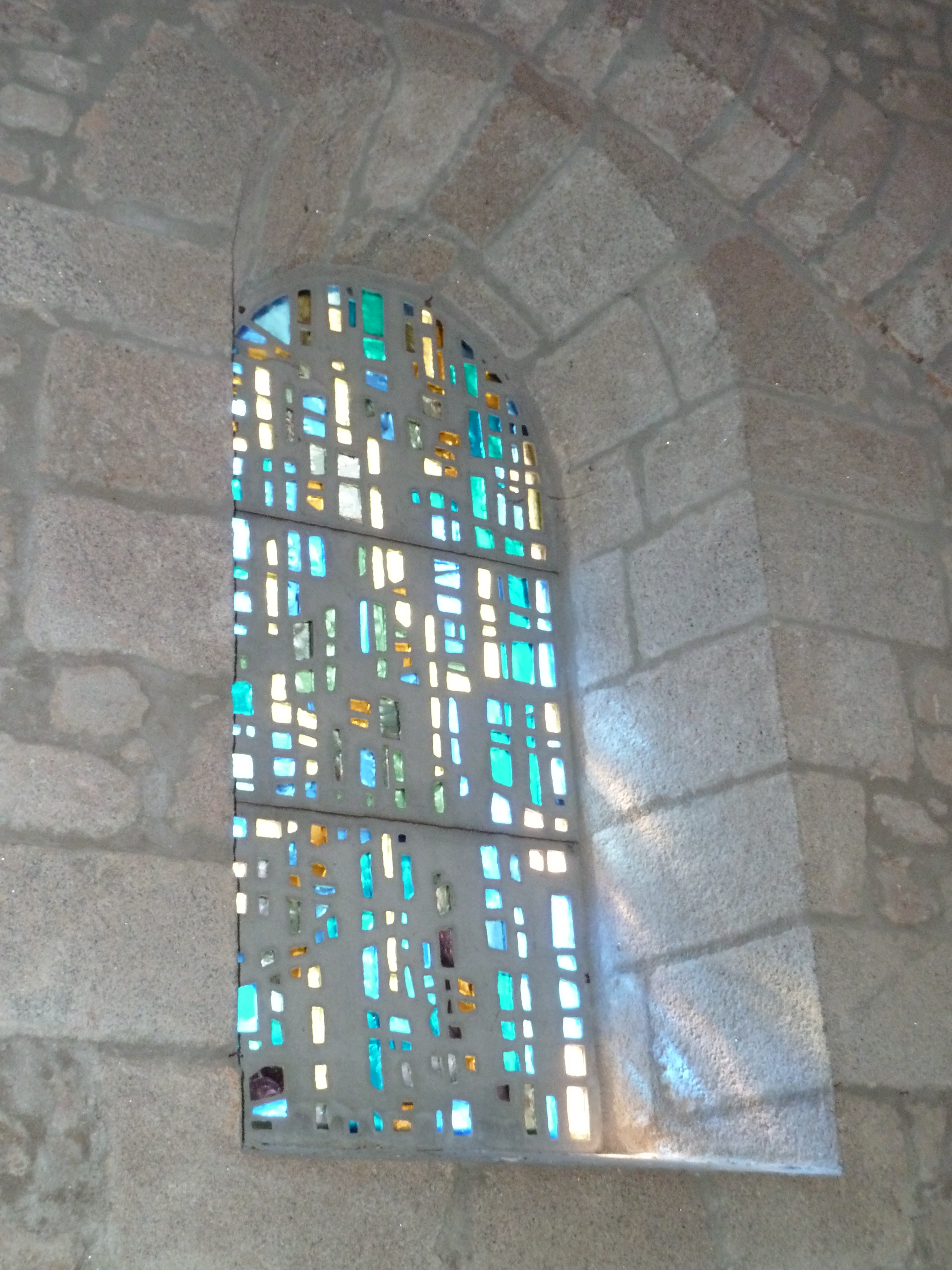
Église de Razès - vitrail contemporain.

### Monuments inscrits ou classés à l'inventaire des monuments historiques
- L’église paroissiale de la Croix-Glorieuse est située au cœur du bourg. Elle date des XIIe – XIIIe siècles. Elle a été inscrite sur la liste des monuments historiques par arrêté du 20 janvier 2003[42]. La nef est romane. Le chœur est voûté d'ogives en un vaisseau unique à chevet plat, élargi latéralement par le transept. Un effondrement de la tour de croisée a eu lieu à une date inconnue et  dont il subsiste les pendentifs. On attribue à Jean Gayot de la Bastide, curé de Razès en 1482, les réparations les plus importantes. Il fallut contreforter l'église d'éléments massifs dès cette époque. La tour est remplacée au XVIIe ou XVIIIe siècle par un clocher de charpente à flèche d'ardoise et à souche carrée typique du Limousin. Dans les années 1960, une restauration intérieure fait disparaître les vestiges d'une peinture murale de la fin du Moyen Âge. Elle a été restaurée récemment, ce sanctuaire offre aux visiteurs quelques richesses : tel ce baptistère en granit, cet admirable christ en croix, un saint en bois peint, un saint Charles Borromée (ou saint Martial ?), également en bois, une gisante en granit sculptée en haut relief du XIIIe – XIVe siècle et qui était placée près du porche à l'extérieur avant sa restauration... Les deux pignons de l'église (est et ouest) sont coiffés chacun d'une croix occitane rappelant que nous sommes aux marches de la langue d'Oc (d'où le nom de la rue de la Marche au Sud de l'église).
- La maison Berry est un ensemble de bâtiments remarquables anciens (XVIe siècle) qui a été inscrite à l'inventaire les MH par arrêté du 24 mai 1991[43]. Un document de 1390 attesterait déjà d'une construction à cet emplacement. Certains détails architecturaux indiquent une construction remontant au moins au XVIe ou au XVIIe siècle (arcs en accolade, chanfreins, colonne engagée de l'escalier du logis). L'organisation de l'ensemble témoigne du mode de vie d'une famille de notables ruraux d'avant la Révolution, avec un corps de logis principal contenant salle-à-manger, salon et cuisine, et des dépendances. Le premier étage du corps de logis conserve une salle ornée de boiseries moulurées du XVIIe siècle. Les dépendances comprennent un bâtiment principal avec étable, grange, four à pain, fruitier et une porcherie-pigeonnier. Cette maison appartient toujours à une partie de la famille Berry, depuis le XVIe siècle, une famille de juges et notaires royaux héréditaires, avoués et avocats. Albert Berry, dernier occupant de la maison, est médecin et homéopathe à Razès et Limoges au XXe siècle.
- Une motte castrale est aussi inscrite à l'inventaire des MH par arrêté du 3 février 1924[44]. Il s'agit de la Motte de l'Âge-Rideau (cadastrée C 232 à 238) et qui témoigne d'une enceinte féodale.
- Une autre motte castrale a aussi été classée par arrêté du 01 février 1993[45]. Il s'agit de la motte dite le Château cadastrée C 71 à 74, 77 à 82.

### Autres monuments
- Au Nord de l'église, on pourra admirer un calvaire ancien.
- De l'ancien cimetière du Bourg qui apparait encore sur le premier cadastre napoléonien, au sud-est du chevet de l'église, il ne reste aujourd'hui qu'une pelouse planté d'un mail de tilleuls argentés. Le premier cimetière se trouvait sans doute comme en témoignent les découvertes régulières, autour de l'église. Le cimetière actuel contient encore quelques tombes typiques de l'architecture funéraire du Haut Limousin.
- L'ancien presbytère au sud de l'église et racheté dans les années 1900 par la famille Berry, est tombé en ruine dans les années 1980. Il ne reste de ce bâtiment un mur en façade sur la rue de la Marche avec un linteau daté de 1697, mais sans doute de réemploi. Sur la même propriété subsiste un puits ancien et la façade d'un four à pain sans doute banal au côté duquel s'épanouit un immense if plus que centenaire.
- Le dernier presbytère sur la place à l'ouest de l'église a été restitué dans les années 1980, après le départ du dernier curé résident, à la famille qui l'avait donné à bail au diocèse.
- Autres vestiges du passé, le promeneur rencontrera encore à « Razès la Poste », une belle mise au tombeau du XIIIe siècle, vestige peut-être d’une ancienne chapelle rurale placée sous le patronage de sainte Anne, et non loin de là, une petite place avec ses vieilles maisons avec de vieux linteaux de porte sculptés.
- Mines d'uranium de Champour (1985-1986), de Fanay (1951-1992), du Fraisse (1965-1990), de Roudet (1949-1993), de Santrop (1983-1984) et de Chanteloube (1964-1979)[46].
- Mines de Chabannes et souterrains des monts d'Ambazac[47]. Ces mines et souterrains font l'objet d'un classement Natura 2000 par arrêté du 27 mai 2009[48]. Un musée retrace à Bessines-sur-Gartempe, l'histoire de cette épopée de l'uranium en France. Un autre à Ambazac évoque la richesse géologique de la région.
- Stèle de Marcel Fondaneiche, à la sortie de Razès, près de l'A20 : combattant de la Résistance tombé sous les balles des nazis en juillet 1944.

## Personnalités liées à la commune
- André Dufraisse (1926-2021), quintuple champion du monde de cyclo-cross
- Edgar Cruvelhier, né à Razès, fut radio-navigant de Jean Mermoz et disparut avec lui en 1936, à bord de la Croix du Sud, comme l’atteste la plaque commémorative apposée sur la mairie[49].

## Économie

### Activité agricole et de sylviculture
L'activité agricole de la commune est désormais limité principalement à l'élevage (ovins, bovins, buffles). Les bois contribuent encore largement à l'activité forestière limousine et aussi aux industries annexes implantées sur la commune ou dans les environs : scieries, charpente et menuiserie, constructions bois, bois de chauffe et granules... En 2006, la forêt et le milieu naturel représentait plus de 60 % du territoire communal pour 31 % affecté à l'agriculture et l'élevage (bovins et ovins dont une exploitation bio).
Il faut aussi noter une activité d'apiculture importante.
Il existait aussi autrefois de nombreux moulins à eau sur la commune dont il ne reste que les bâtiments et biefs d'alimentation.

### Activité minière
Les mines d'uranium toutes proches employèrent jusqu'à leur fermeture en 1995, une partie de  la population des environs et notamment de Razès où les ouvriers étaient logés dans un lotissement construit pour l'occasion. En 1991, il y avait 520 personnes employées sur le site d'extraction de La Crouzille, 200 à l'usine de traitement de Bessines-sur-Gartempe et 200 à Limoges au service de recherche et prospection. Avec les emplois induits cela représentait plus de 3 000 personnes.

### Équipements publics, services et commerces
La commune a conservé son école maternelle et primaire qui compte 120 élèves.
Il faut aussi noter sur la commune une école de musique.
La commune est aussi dotée d'une bibliothèque municipale.
La commune dispose  commerces et services de proximité avec une agence postale, une boucherie-supérette, une boulangerie, un bar-tabac-presse, coiffeuse, taxi... Le pôle santé est constitué notamment d'un cabinet médical et dentaire, d'une pharmacie, et d'un cabinet infirmier...
La brasserie artisanale a transplanté son activité sur la commune avec un magasin de vente..

### Activités artisanales
La commune regroupe notamment sur sa zone d'activités de nombreuses artisans : menuiserie, charpente, mécanique, fabrication de matériel agricole, électricité générale, garage, carrosserie, céramiste...

### Hébergement

#### Hébergement touristique
L'hébergement est possible à l'hôtel qui assure aussi la restauration.
L'hébergement touristique est aussi assuré par de nombreux gites sur la commune comme autour du lac de Saint Pardoux ; de l'hébergement collectif pour groupe.

#### Hébergement principal
L'évolution du nombre de logements sur la commune témoigne de son attractivité locale avec en parallèle une diminution sensible des résidences secondaires.
| 1968 | 1975 | 1982 | 1990 | 1999 | 2009 |
| ---- | ---- | ---- | ---- | ---- | ---- |
| 424  | 475  | 483  | 527  | 518  | 584  |

## Culture, tourisme et loisirs
La commune est réputée pour les rencontres littéraires "les lectures du Fraisse" qui ont lieu depuis 2006 tous les ans au mois d'août et accueillent de nombreux écrivains et éditeurs.
Tous les ans au mois d'août, est organisé un vaste vide grenier à Santrop sur le site du lac de Saint-Pardoux.
Le lac de Saint-Pardoux offre une plage et diverses activités nautiques et de voile. Ce site offre aussi un parc aquatique avec piscine indoor et outdoor et des activités aquatiques.
Il y a un centre équestre à Aiguemarde.
Les randonnées se font sur des sentiers balisés.
Il existe des sites de pêche au lac de Saint Pardoux comme en eaux vives.

### Héraldique
| Blason de Razès | Blason  | De gueules à trois pals d'argent, au chef d'or. |
| Blason de Razès | Détails |                                                 |

## Pour approfondir